# بزر الخشخاش

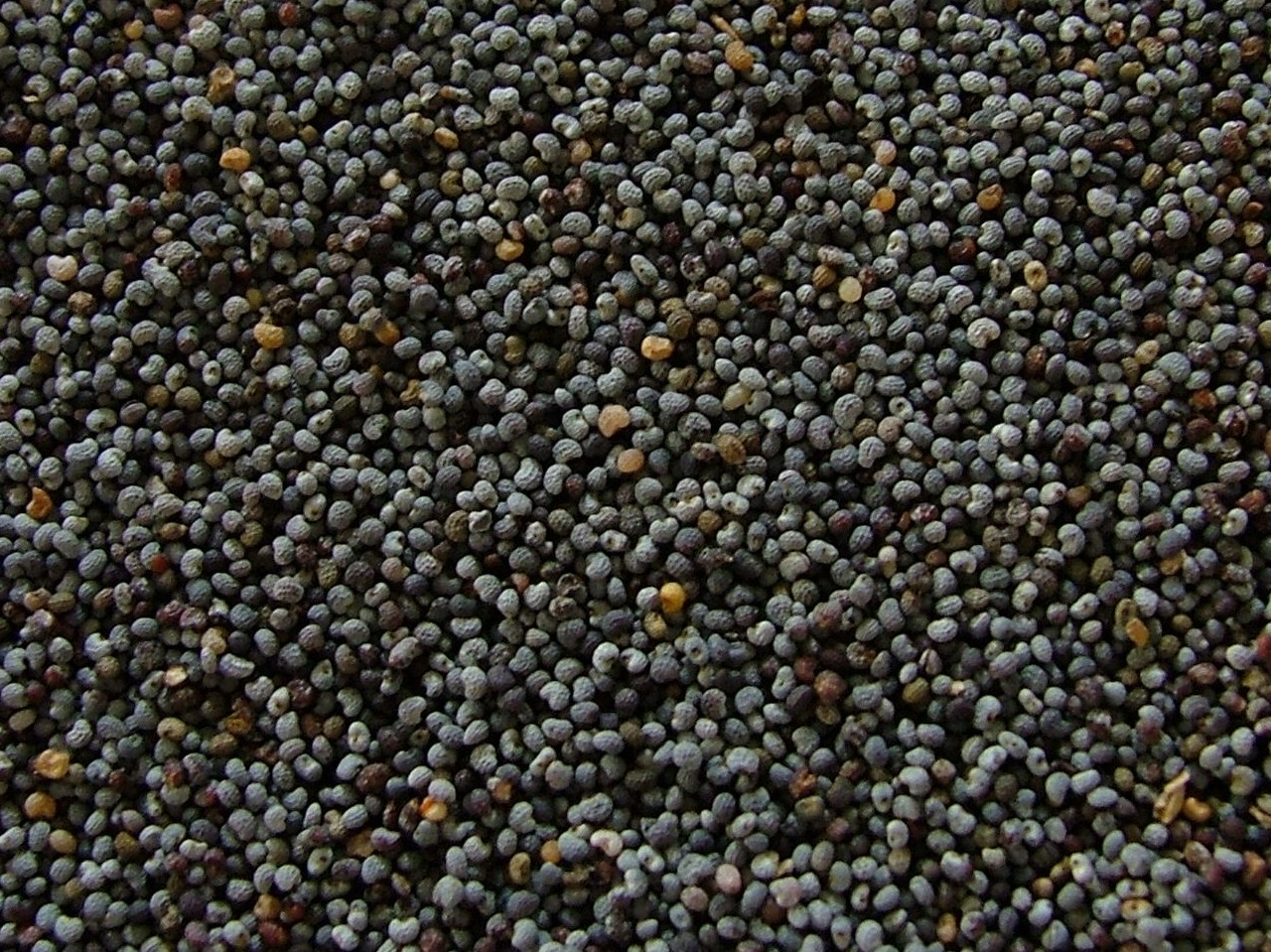
بذور خشخاش الأفيون الأسود بكميات كبيرة

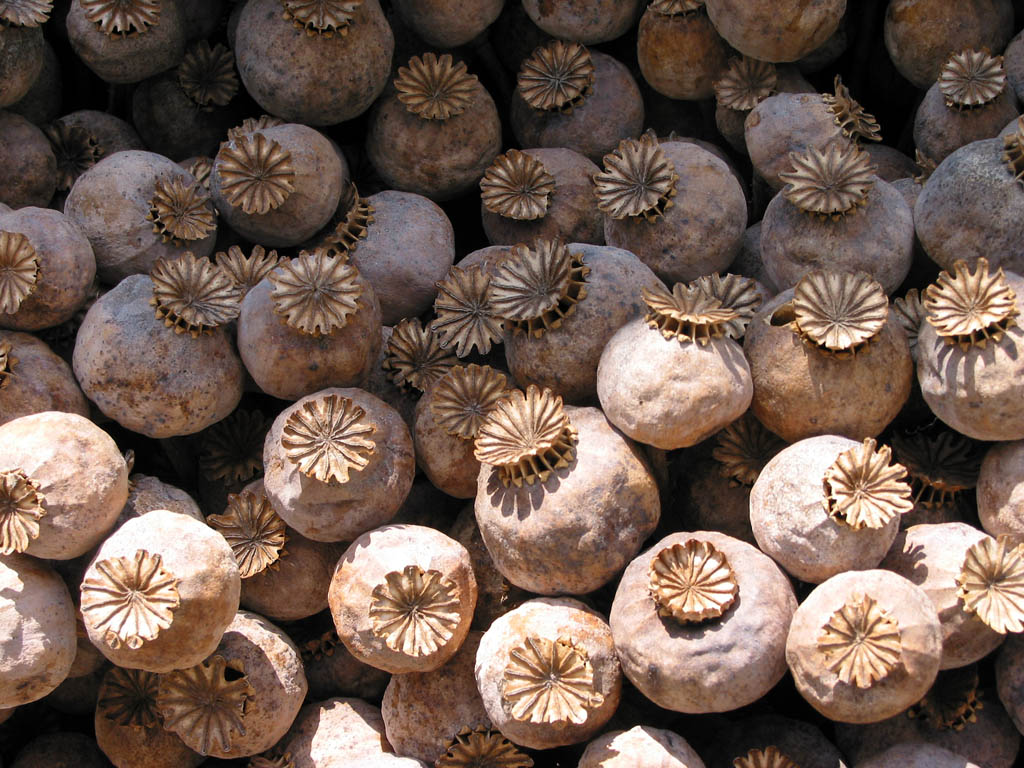
القرون الجافة بذور الخشخاش التي تحتوي على بذور الخشخاش الناضجة

بذور الخشخاش (بالإنجليزية: Poppy seed)‏ هي البذور الزيتية التي يتم الحصول عليها من الخشخاش  . يتم حصاد البذور الصغيرة على شكل الكلى من قرون البذور المجففة وتم ذلك من قبل مختلف الحضارات لآلاف السنين. لا يزال يستخدم على نطاق واسع في العديد من البلدان، وخاصة في أوروبا الوسطى ، حيث يزرع بشكل قانوني ويباع في المتاجر. يتم استخدام البذور كاملة أو مطحونة في وجبة كمكون في العديد من الأطعمة - وخاصة في المعجنات والخبز - ويتم الضغط عليها لإنتاج زيت بذور الخشخاش.

## التاريخ
يتم ذكر بذور الخشخاش في النصوص الطبية القديمة من العديد من الحضارات. على سبيل المثال، انتقلت ورق البردي المصري المسمى Ebers Papyrus ، ج. 1550 قبل الميلاد، يسرد بذور الخشخاش كمسكنات. حضارة المينوان (حوالي 2700 حتي 1450 ق.م.) ، وهي حضارة من العصر البرونزي نشأت في جزيرة كريت، وزرعت الخشخاش من أجل البذور، واستخدمت مزيجًا من الحليب والأفيون والعسل لتهدئة أطفال البكاء. السومريون هم حضارة أخرى من المعروف أنها نمت بذور الخشخاش.

## الإنتاج العالمي
| إنتاج بذور الخشخاش - 2016                         | إنتاج بذور الخشخاش - 2016 |
| بلد                                               | (طن)                      |
| ------------------------------------------------- | ------------------------- |
| وصلة=\|حدود جمهورية التشيك                        | 28574                     |
| وصلة=\|حدود تركيا                                 | 18205                     |
| وصلة=\|حدود إسبانيا                               | 13377                     |
| وصلة=\|حدود المجر                                 | 8948                      |
| وصلة=\|حدود فرنسا                                 | 5777                      |
| العالمية                                          | 92610                     |
| المصدر: قاعدة البيانات الإحصائية في الأمم المتحدة |                           |

## تغذية
توفر بذور الخشخاش بكمية 100 جرام 525 سعرة حرارية وهي مصدر غني للثيامين والفولات وعدة معادن أساسية ، بما في ذلك الكالسيوم والحديد والمغنيسيوم والمنغنيز والفوسفور والزنك (جدول). تتكون بذور الخشخاش من 6 ٪ ماء، و 28 ٪ من الكربوهيدرات، و 42 ٪ من الدهون، و 21 ٪ من البروتين (الجدول).

## استخدام عن طريق المطبخ
تستخدم بذور الخشخاش في جميع أنحاء العالم في مختلف المطابخ .

### المطبخ الأوروبي

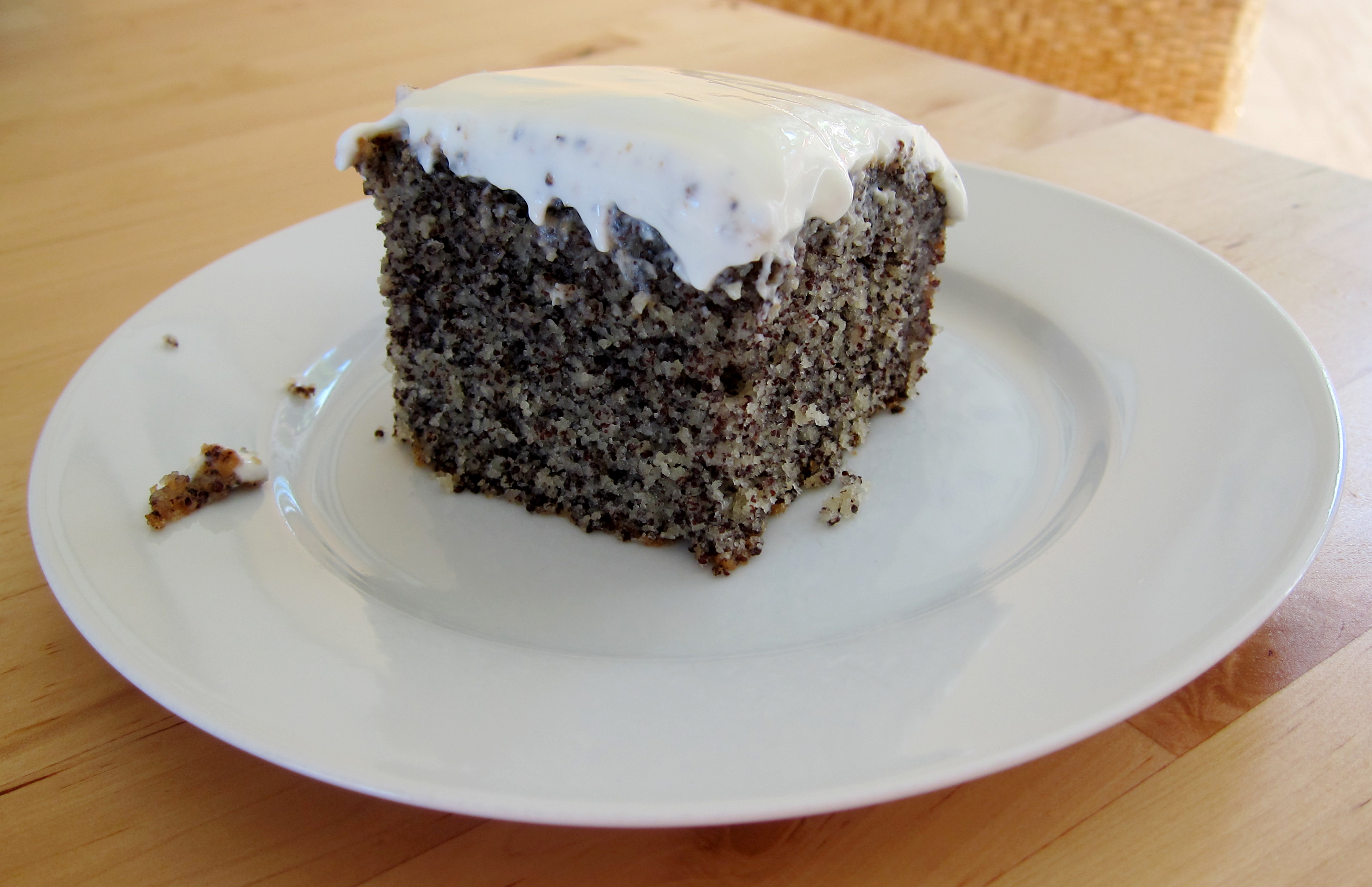
كعكة بذور الخشخاش في أحدى الوصفات التركية.

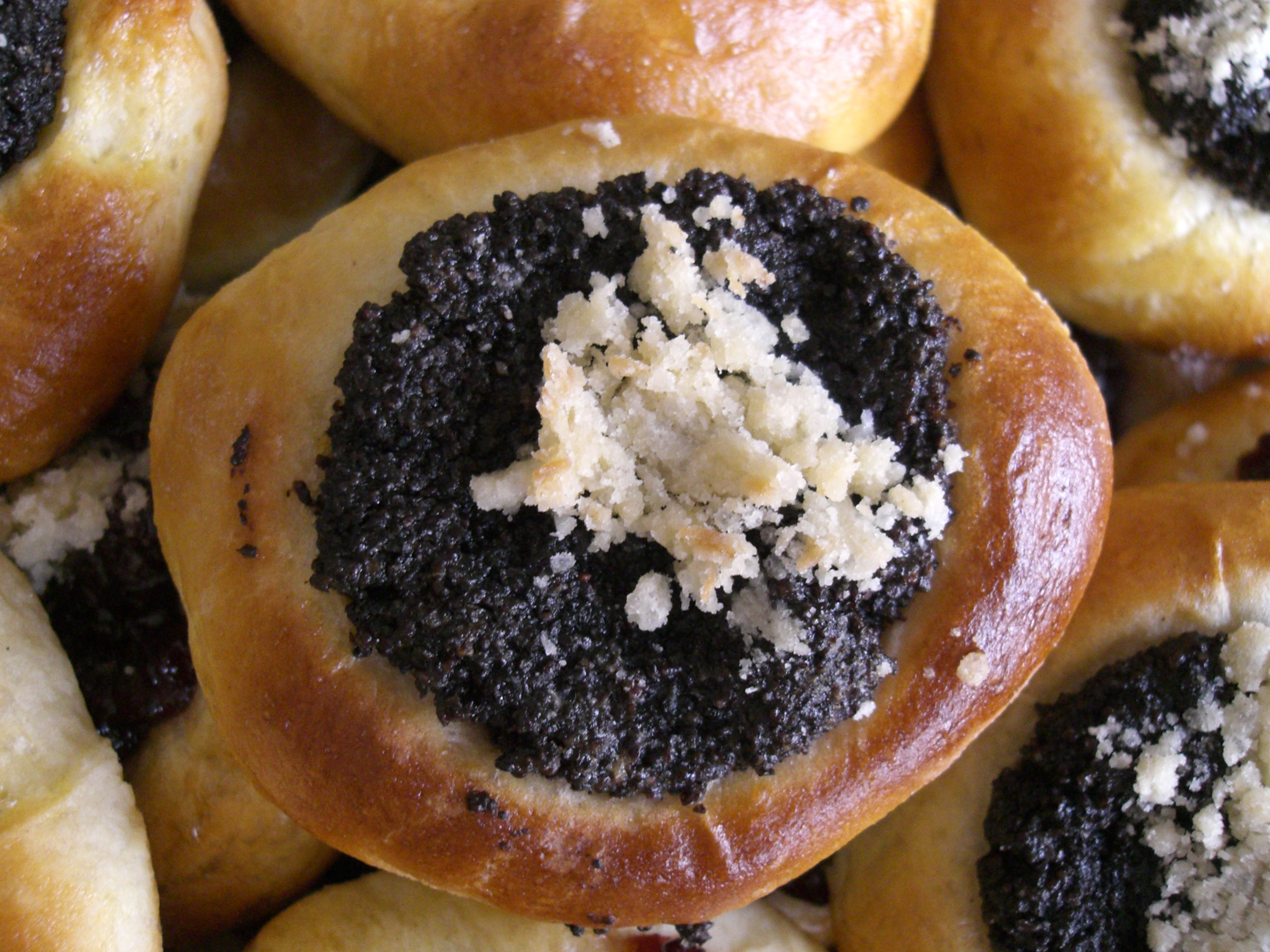
فطيرة بذور الخشخاش المحشوة بالخشخاش.

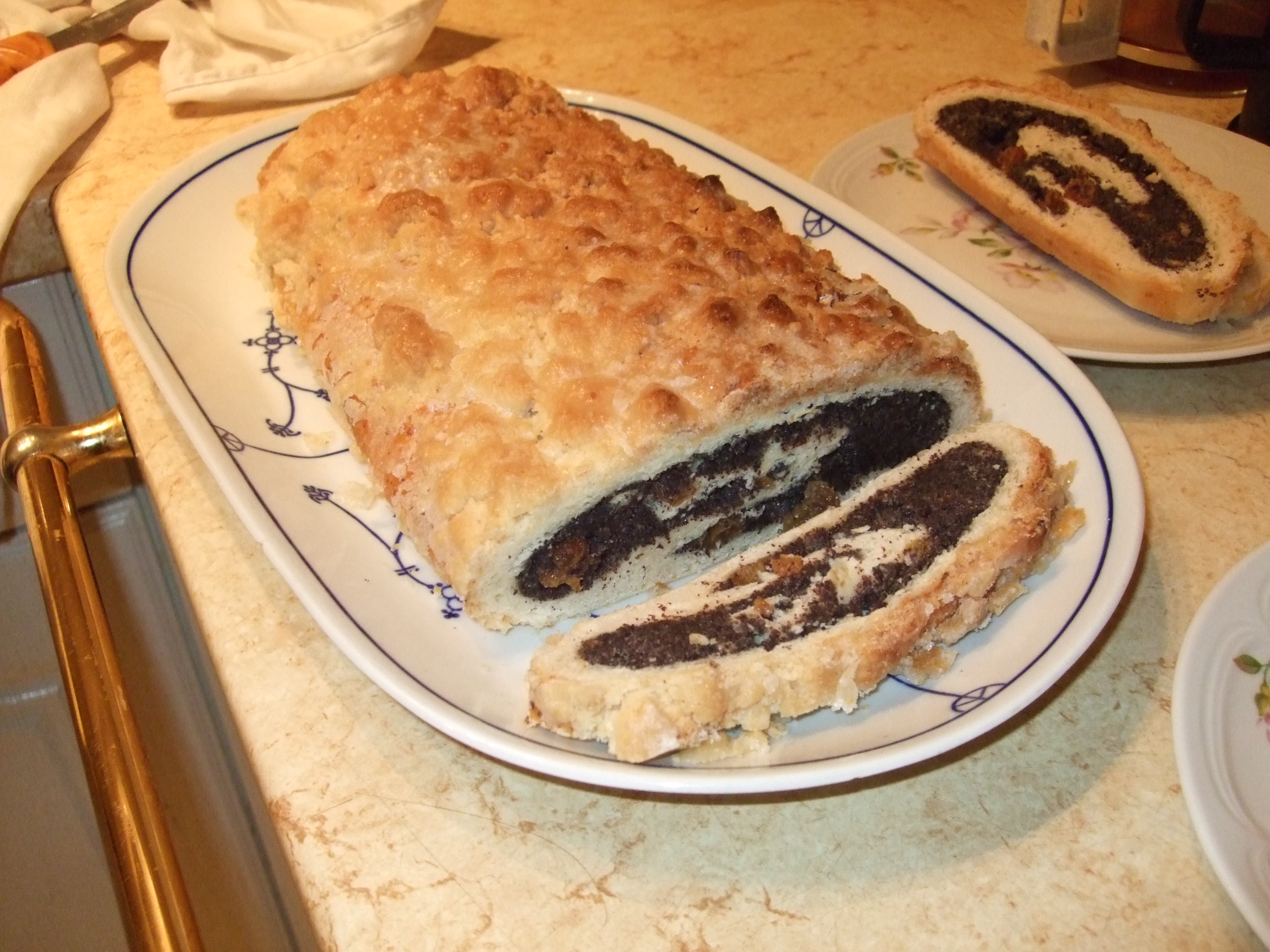
الألمانية مونشتولين

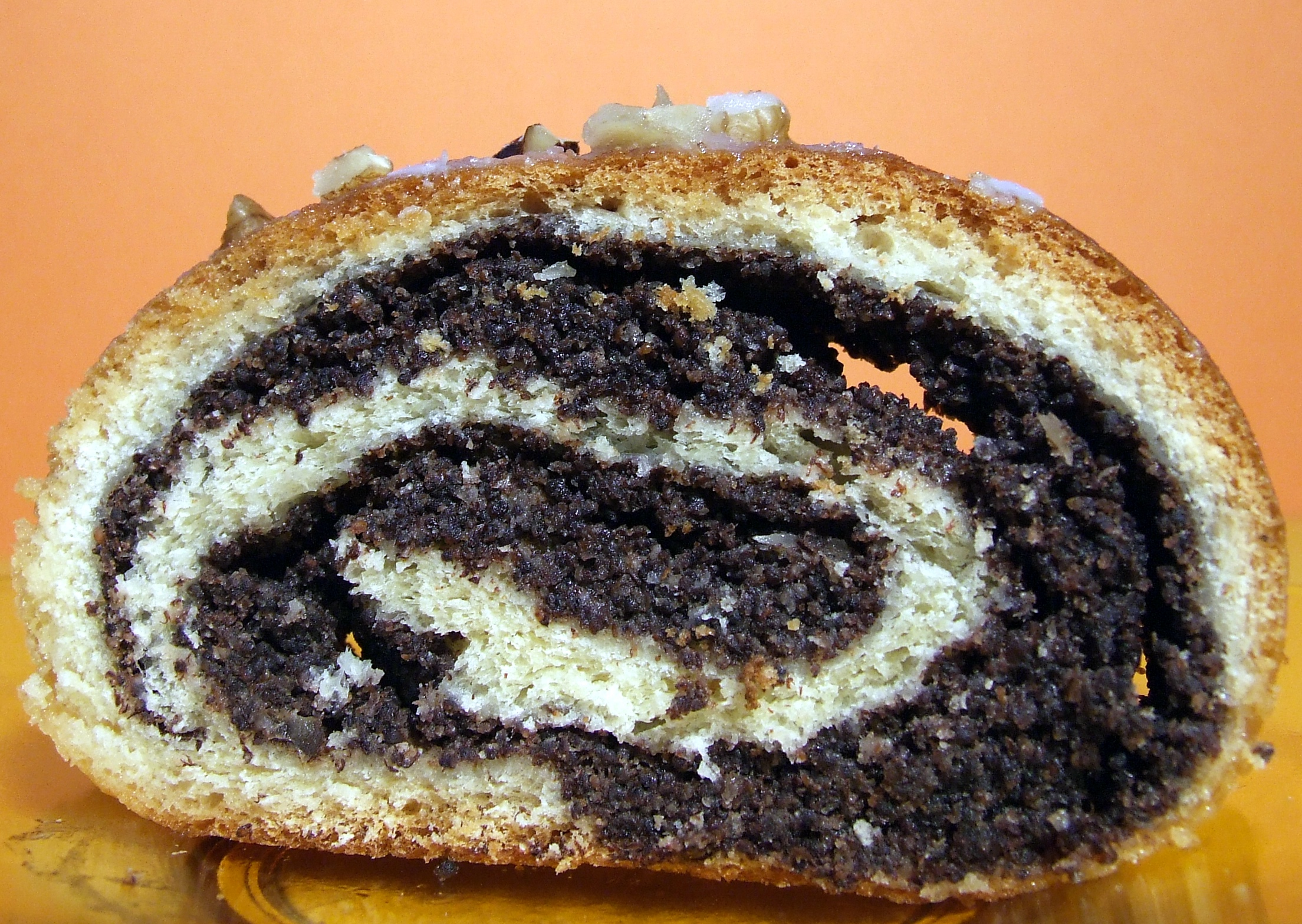
كعكة بذور الخشخاش البولندية المحشوة ببذور الخشخاش.

في جميع أنحاء أوروبا، الكعك غالبا ما يتم رش وميسرة المعجنات الخبز الأبيض على أعلى مع بذور الخشخاش الأسود والأبيض. تستهلك بذور الخشخاش الأزرق التشيكي على نطاق واسع في أجزاء كثيرة من أوروبا الوسطى والشرقية. تؤكل البذور الناضجة المطحونة بالسكر مع المكرونة، أو يتم غليها بالحليب وتستخدم كملء أو تتصدر أنواع مختلفة من المعجنات الحلوة. يتم طحن البذور الناضجة إما صناعيا أو في المنزل، حيث يتم ذلك عادة مع مطحنة بذور الخشخاش اليدوية.
تستخدم بذور الخشخاش الزرقاء على نطاق واسع في المأكولات النمساوية والكرواتية والتشيكية والألمانية والمجرية وليتوانية والبولندية والرومانية والروسية والصربية والسلوفاكية والتركية والأوكرانية.
تتمتع ولايات يوغوسلافيا السابقة (ولا سيما مقدونيا الشمالية وصربيا، وكذلك كرواتيا والبوسنة) بتقليد طويل في إعداد معجنات بذور الخشخاش.
في وسط أوروبا ، فطيرة الخشخاش تحظى بشعبية كبيرة، وخصوصا خلال عيد الميلاد . في ألمانيا وبولندا الدول اللتي كانت تنتمي إلى الإمبراطورية النمساوية المجرية السابقة، غالبًا ما يتم تناول معجنات بذور الخشخاش في وقت عيد الميلاد.

## حظر
يحظر بيع بذور الخشخاش من في سنغافورة بسبب محتوى المورفين. يحظر أيضًا استخدام بذور الخشخاش في تايوان، ويعزى ذلك في المقام الأول إلى خطر بيع بذور قابلة للحياة واستخدامها في زراعة خشخاش الأفيون. تحظر الصين خلطات التوابل المصنوعة من قرون الخشخاش وبذور الخشخاش بسبب آثار المواد الأفيونية فيها، ومنذ عام 2005 على الأقل. على الرغم من استخدامه الحالي في المطبخ العربي كتوابل للخبز، إلا أن بذور الخشخاش محظورة في المملكة العربية السعودية  في إحدى الحالات في الإمارات العربية المتحدة ، أدت بذور الخشخاش الموجودة على ملابس المسافر إلى السجن. أثار النائب داتوك محمد سعيد يوسف في ماليزيا المخاوف في عام 2005 من أن مطاعم ماماك تستخدم بذور الخشخاش في طهيها لجعل الزبائن مدمنين عليها.

### المسافرين الدوليين
نظرًا لأن بذور الخشخاش تسبب نتائج إيجابية كاذبة في اختبارات المخدرات، يُنصح في المطارات في الهند بعدم نقل هذه المواد إلى بلدان أخرى، حيث يمكن أن يؤدي ذلك إلى عقوبات بناء على نتائج إيجابية خاطئة. المسافرون إلى الإمارات العربية المتحدة معرضون بشكل خاص لمشاكل وعقوبات قاسية.
في سنغافورة، يتم تصنيف بذور الخشخاش على أنها «سلع محظورة» من قبل المكتب المركزي للمخدرات (CNB).

## معرض الصور

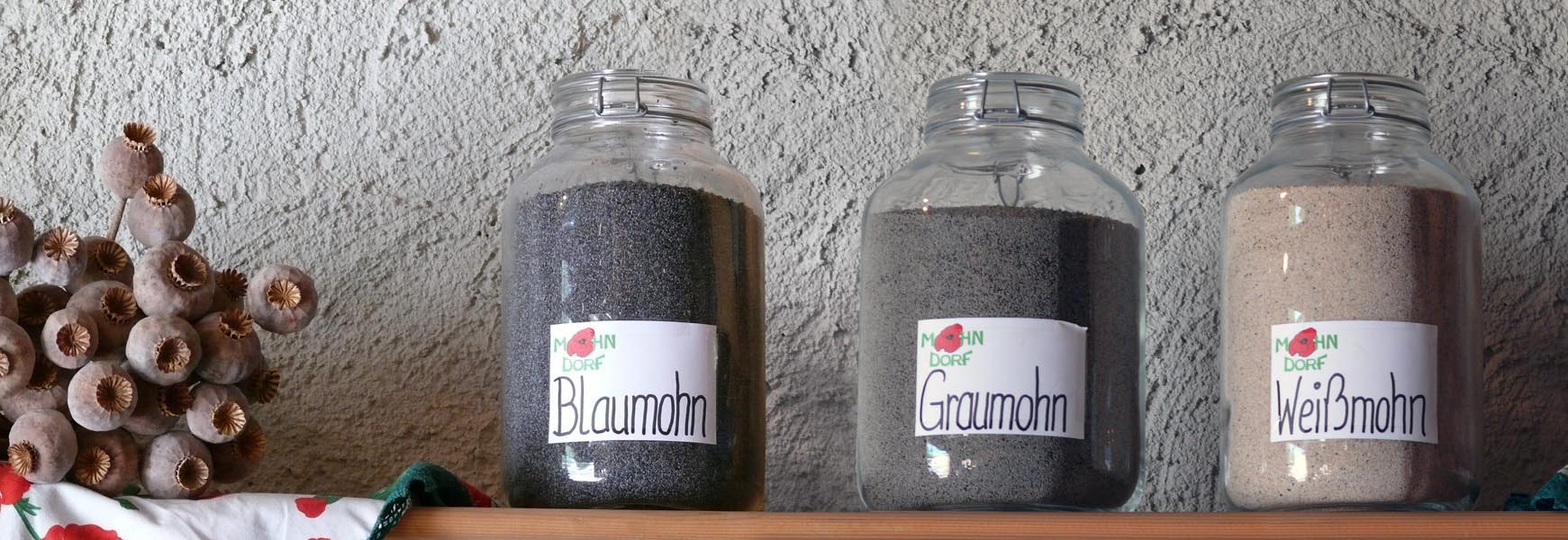
قرون بذور الخشخاش المجففة بجانب عبوات زجاجية من بذور الخشخاش الزرقاء والرمادية والبيضاء المستخدمة في المعجنات في ألمانيا
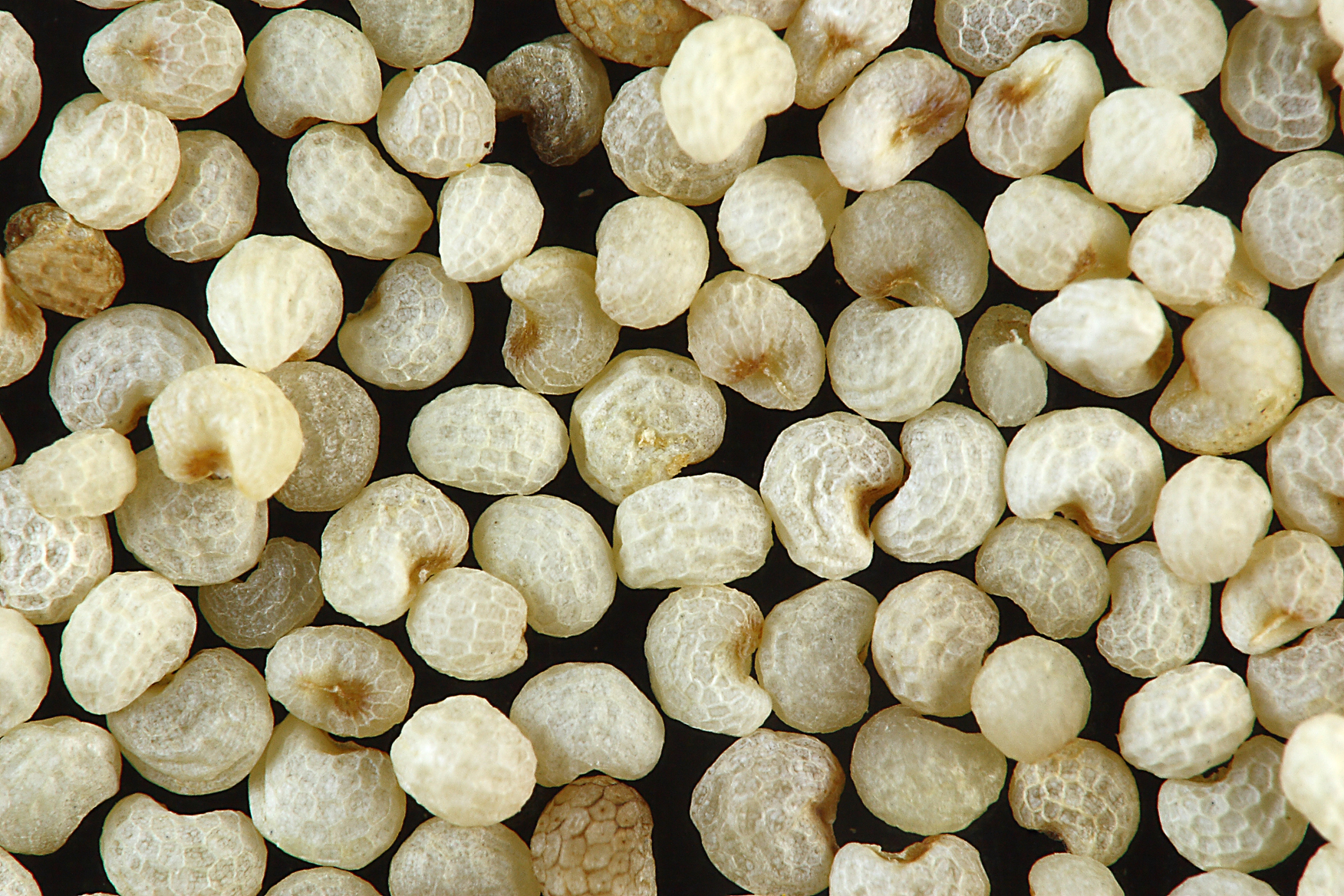
بذور الخشخاش البيضاء ، عن قرب
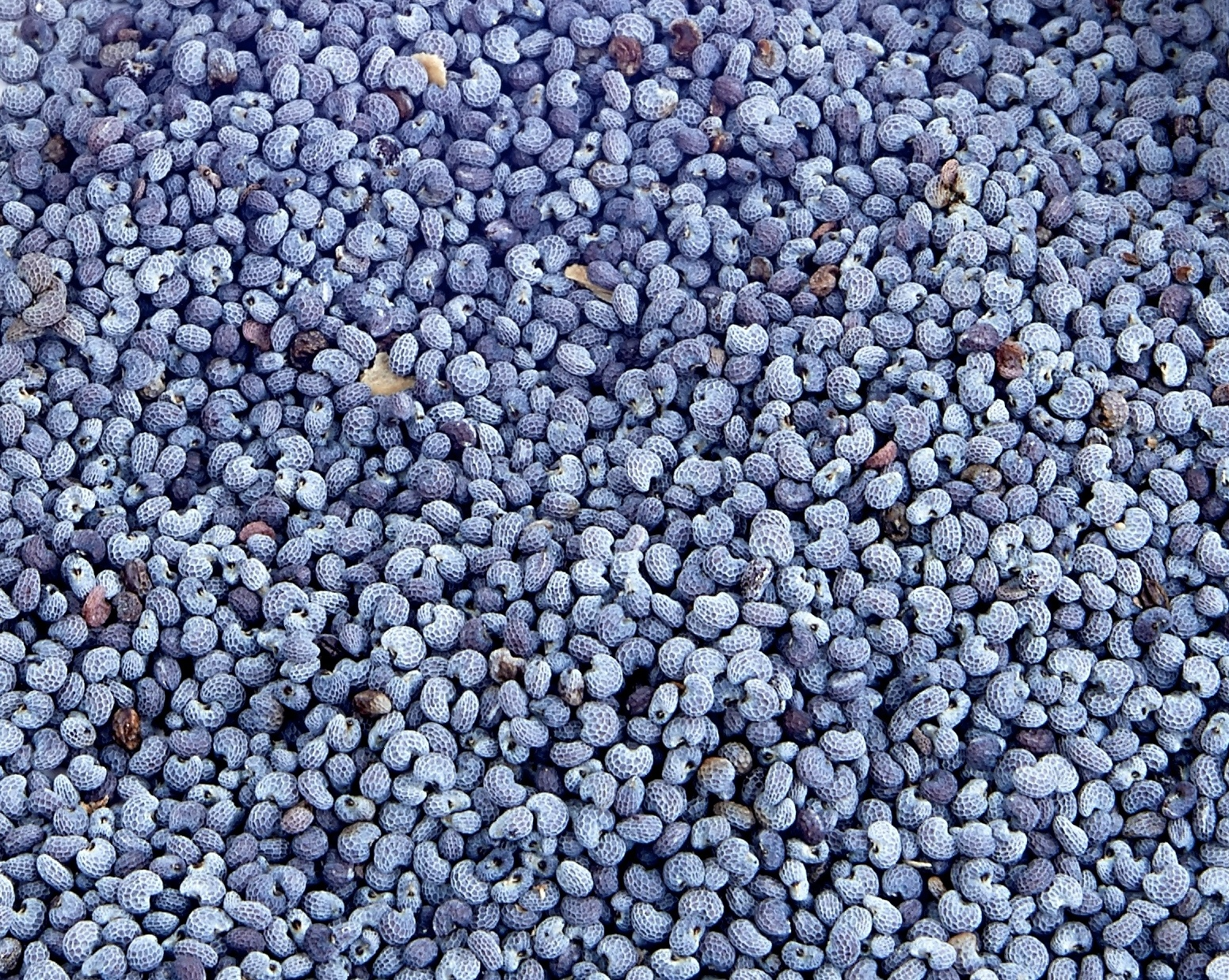
بذور الخشخاش التشيكية الزرقاء (كغذاء)
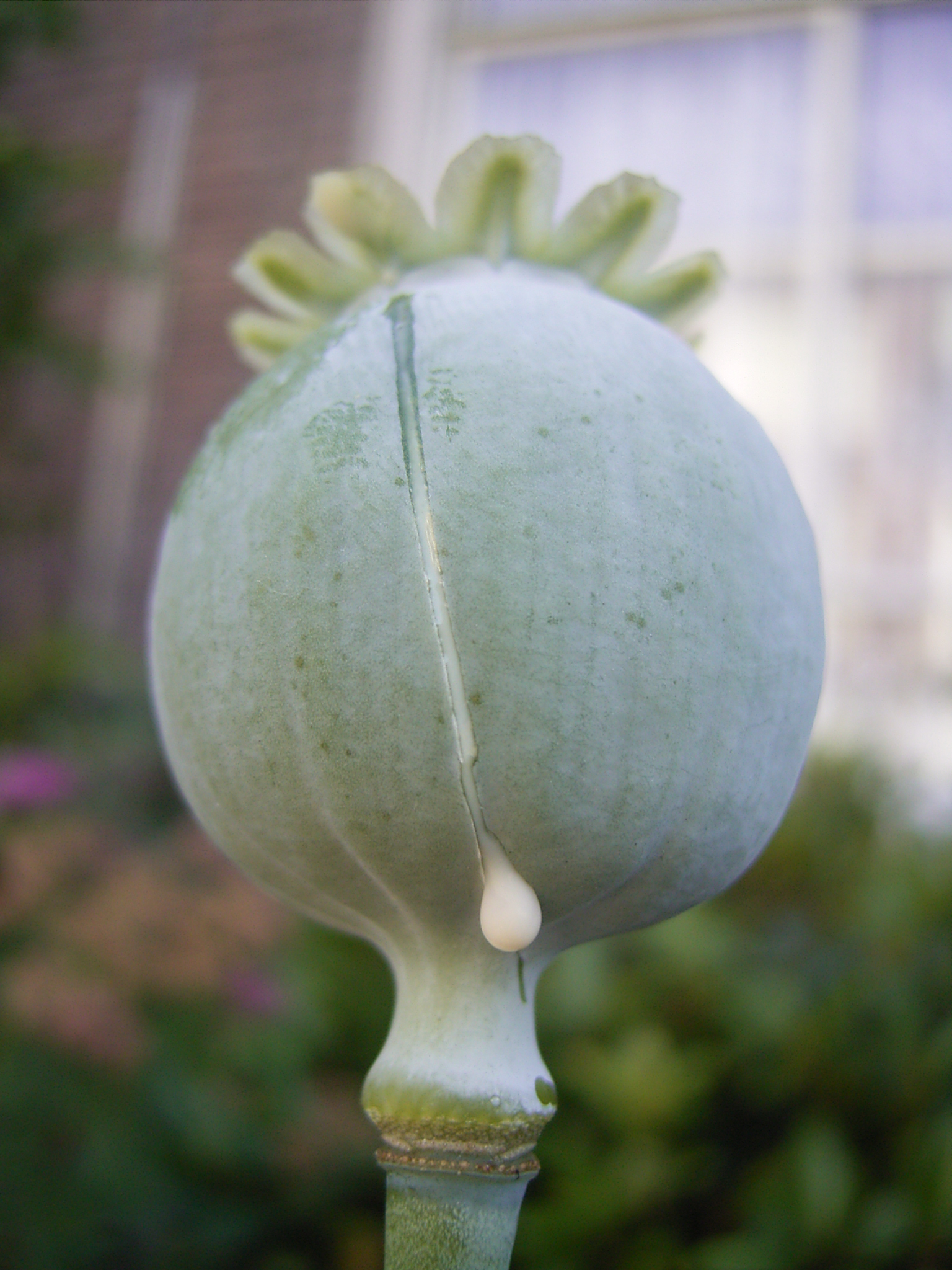
قرنة البذور الخضراء مع اللاتكس الطازج
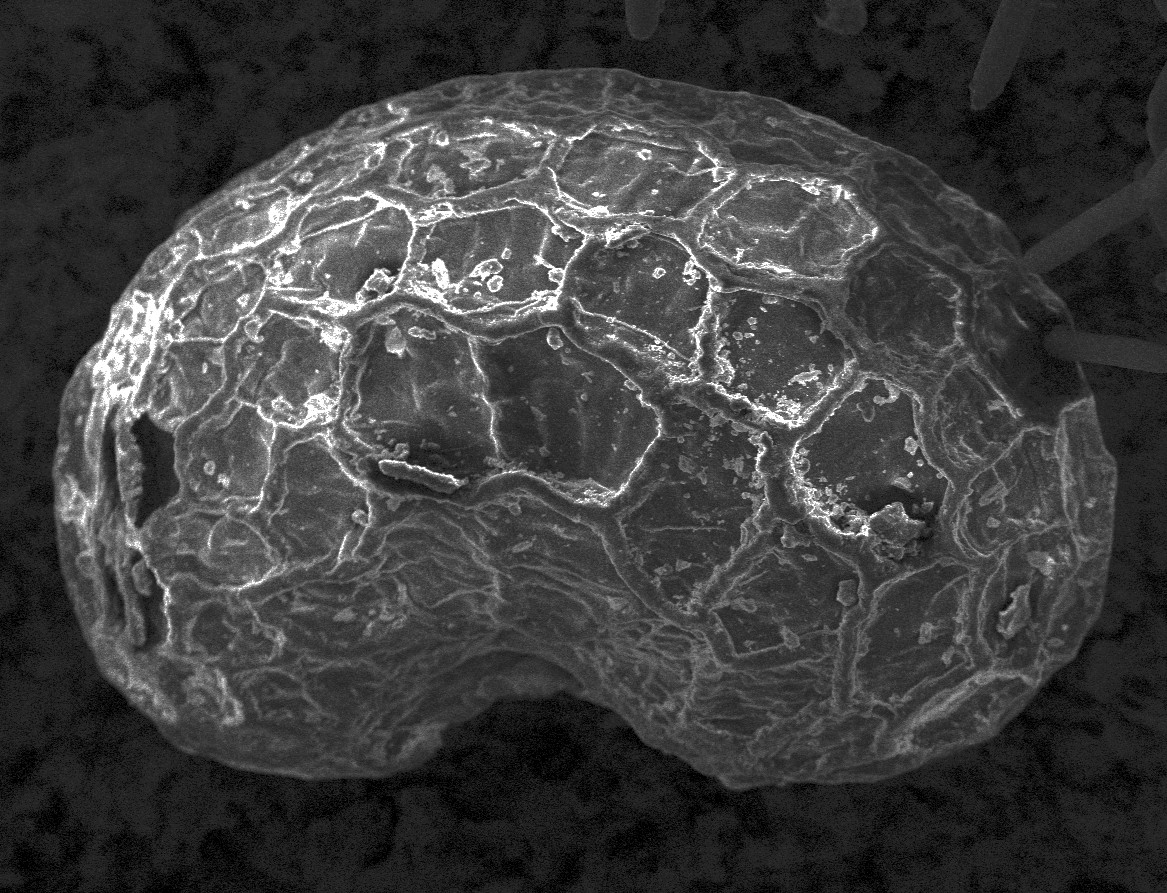
صورة مجهرية إلكترونية لبذور الخشخاش
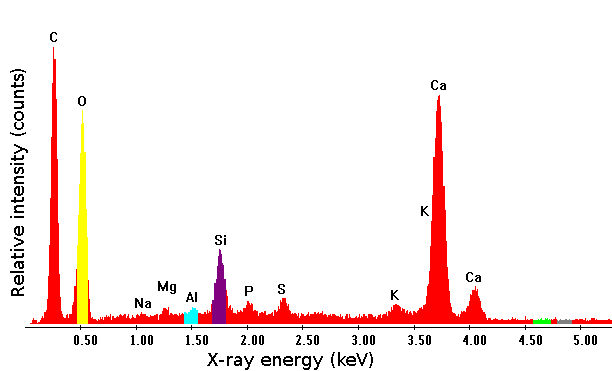
تحليل الأشعة السينية المشتتة للطاقة والذي يوضح المحتوى العالي من الكالسيوم والعناصر المعدنية الأخرى في البذور